# Álftafjörður (Snæfellsnes)
Der Álftafjörður ist ein schmaler Fjord im Norden der Halbinsel Snæfellsnes in Island.

## Lage
Er ist ein südlicher Seitenarm des Breiðafjörður und liegt ganz im Osten der Halbinsel zwischen Stykkishólmur und Búðardalur. Die Berge Eyrarfjall (auch Narfeyrarfjall genannt, 382 m) und Úlfarsfell begrenzen ihn im Osten und Westen.

## Name
Der Name Álftafjörður bedeutet auf Deutsch Schwanenfjord.
Auf dem Fjord versammeln sich häufig Singschwäne. Das hat seinen Grund darin, dass man hier besonders viel Gewöhnliches Seegras (Zostera marina) findet, also großer Reichtum an Futter für die Schwäne herrscht.

## Geologie
Wenn man auf der Straße 54 um den Fjord fährt und von der westlichen Seite des Fjordes auf die östliche blickt, erkennt man im Eyrarfjall deutlich eine große Anzahl von Berggängen, die einst Förderkanäle (Dykes) für Lava waren.
Vor der Halbinsel Krákunes entdeckte man einen 200 m breiten Streifen voller ca. 10–30 cm tiefer Kessel mit einem Durchmesser von 50 bis 100 cm und teilweise aufgeworfenem Rand, die möglicherweise auf den Austritt von Methan-Gas zurückzuführen sind.

## Saga
In einer der Isländersagas, der Eyrbyggja saga, die sich mit den Siedlern auf Snæfellsnes beschäftigt, wird erzählt, dass hier einst im Mittelalter eine gewisse Geirríður ein kleines Gästehaus auf Wohltätigkeitsbasis unterhielt, wo alle Reisenden umsonst ein Nachtquartier sowie Verpflegung erhalten konnten.